# 777
سنة 777 م كانت سنة بسيطة تبدأ يوم الأربعاء (الرابط يظهر نموذج التقويم الكامل للسنة) من التقويم اليولياني. بدأت تسمية السنة ب777 منذ العصور الوسطى المبكرة، عندما أصبح تقويم أنو دوميني هو الأسلوب السائد في أوروبا لتسمية السنوات.

## أحداث

### أوروبا
- استغاث سليمان الأعرابي حاكم برشلونة المسلم بشارلمان في عام 777 لينصره على خليفة قرطبة.
- الحروب السكسونية علي يد شارلمان

### أفريقيا
- بداية الدولة الرستمية علي يد عبد الرحمان بن رستم فرخزاد المؤسس الفعلي للدولة الرستمية الإباضية بالمغرب العربي
- التحالف العباسي الكارولينجي كانت محاولة جزئية جرت من القرن 8 إلى القرن 9 لإنشاء سلسلة من السفارات وتطبيع العلاقات جنبًا إلى جنب لتحالفات وعمليات عسكرية بين الإمبراطورية الكارولنجية الفرنجية و الحكام المولون للخلافة العباسية في الأندلس (إسبانيا والبرتغال).

## مواليد
- يوحنا بن ماسويه
- إسحاق بن راهويه
- خليفة بن خياط

## وفيات
- نضلة بن نعيم التميمي
- إبراهيم الفزاري